# Yuji Ishikawa
Yuji Ishikawa (født 2. juli 1979) er en tidligere japansk fodboldspiller.
Han har spillet for flere forskellige klubber i sin karriere, herunder Sanfrecce Hiroshima og Tokushima Vortis.